# Eerste Slag om Brega
De Eerste Slag om Brega was het eerste militaire conflict in Cyrenaica tussen troepen loyaal aan dictator Qadhafi en rebellen tijdens de opstand in Libië.

## Voorgeschiedenis
De strategische oliehaven Brega is de grootste raffinaderij van Cyrenaica. De opstandelingen tegen Khadaffi hadden de oliehaven en de naburige strategische stad Ajdabiyah veroverd op het regeringsleger, dat zich richting Sirte had teruggetrokken.

## De strijd
In de vroege uren van 2 maart 2011 arriveerden goed bewapende loyalistische soldaten, die een aanval uitvoerden op Brega. Ze slaagden erin de oliehaven, het vliegveld, de raffinaderij en de universiteit te veroveren op de verraste rebellen. Versterkingen uit Ajdabiya en Benghazi bereikten echter Brega en stormden via de duinen naar Brega, waar hevige gevechten uitbraken rondom de universiteit.
Uiteindelijk trokken de pro-Khadaffi troepen zich terug tot 8 kilometer buiten het centrum van Brega, waar ze artillerie afschoten naar Brega. Een bevelhebber van de opstandelingen verklaarde later dat de regeringstroepen waarschijnlijk geen munitie meer hadden, en daardoor genoodzaakt waren zich naar het westen terug te trekken.

## Gevolgen
Nadat de loyalistische troepen zich hadden teruggetrokken naar Ra's Lanoef, 120 km naar het westen, trok een legergroep van 1000 tot 1500 mannen naar het westen, met het doel om Sirte te veroveren. Twee veldslagen zouden volgen, rondom Ras Lanuf en Bin Jawad, waar de ongeorganiseerde rebellen uiteindelijk werden verslagen en teruggedreven. Uiteindelijk zou het loyalistische offensief leidden tot de Tweede Slag om Brega.